# Samsung W880
Samsung W880 (también conocido como Samsung AMOLED 12 en Corea del Sur) es un modelo de alta gama de teléfono móvil de Samsung que fue anunciado en septiembre de 2009. Se trata de la primera cámara de 12 megapíxeles con zoom óptico de 3x y vídeo 720p de alta definición.

## Especificaciones completas
- Cámara Megapixels: 12
- Resolución máxima de foto: 4000x3000 píxeles
- Zoom óptico: 3x
- Zum digital: sí
- Enfoque automático: Sí
- Flash: Sí
- Grabación de vídeo: 720p de grabación HD a 30 fps
- Segunda cámara (frontal): sí